# Meurtre de Kayla Rolland
Pour les articles homonymes, voir Rolland.
Kayla Renee Rolland (12 mai 1993 – 29 février 2000) était une fillette américaine de six ans originaire de la région de Flint au Michigan. Elle fut tuée par balles par Dedrick Owens, l’un de ses camarades de classe également âgé de six ans. Ce drame relança le débat sur la facilité d'accès aux armes à feu aux États-Unis.
Les deux enfants étaient scolarisés à l’école primaire Theo J. Buell, située dans la municipalité de Mount Morris au Michigan près de Flint. L’arme à feu utilisée pour tuer Kayla appartenait à Jamelle James, l’oncle de Dedrick. Ce dernier avait pris l’arme et l’avait apportée à l’école pour la montrer à ses camarades de classe. Apercevant Kayla, il dirigea alors l’arme contre elle et lui dit : « I don't like you » (« je t’aime pas »). Elle lui répondit : « So what? » (« Et alors ? ») et Dedrick fit feu, la touchant à la poitrine. Kayla décéda une demi-heure plus tard des suites de sa blessure.
L’histoire du meurtre de Kayla a été montrée dans le documentaire Bowling for Columbine de Michael Moore. Kayla est ainsi devenue la plus jeune victime de « fusillades scolaires » et Dedrick, le plus jeune meurtrier.